# Третий Доктор
Третий Доктор (англ. Third Doctor) — третье воплощение Доктора из популярного британского научно-фантастического телесериала BBC — Доктор Кто. Роль исполнял Джон Пертви.
По сериалу, Доктор является таинственным инопланетянином — Повелителем времени с планеты Галлифрей, который путешествует во времени и пространстве в своей ТАРДИС (Машина для перемещения в пространстве и времени), практически всегда со спутниками. Когда Доктор тяжело ранен, его тело восстанавливает себя (регенерирует), в результате чего его внешность и характер меняются.

## Личность
Третий Доктор был учтивым, щеголеватым, технологически ориентированным и авторитетным человеком действия.
Хотя его инкарнация провела большую часть своего времени в ссылке на Земле, где он неохотно работал в ЮНИТ научным советником, он время от времени направлялся на скрытые миссии Повелителей времени, где часто неохотно выступал в качестве посредника. Хотя Доктор и стал доверенным человеком у землян, с которыми он работал (например, Лиз Шоу и Джо Грант), он будет использовать любой шанс, чтобы вернуться к звездам с энтузиазмом гораздо более молодого человека, чем он сам (как это видно в его легкомысленном отношении в Мутантах). Его смелость может легко превратиться в сильное негодование. Поэтому неудивительно, что его любимая фраза была: «А теперь послушайте меня!»
Несмотря на его высокомерие, Третий Доктор искренне заботился о своих товарищах, и даже присутствовало тонко завуалированное, но сдержанное восхищение Немезидой, Мастером, бригадиром Летбридж-Стюартом, с которым они стали друзьями. В самом деле, даже если его очень возмущало изгнание, высоконравственный и лихой Третий Доктор продолжал помогать ЮНИТу защищать Землю от всяких инопланетных угроз.
В общем, это воплощение Доктора было более смелым, чем два предыдущих, и было первым, противостоявшим врагу физически, когда оба из его предыдущих воплощений попытались бы уклониться, бежать или вести переговоры, а не атаковать.
Возможно, из-за времени, проведенного на Земле, или, может быть, из-за зависимости от его пацифистских и авторитетных тенденций, Третий Доктор был опытным дипломатом (например, поддерживал переговоры в серии «Проклятье Пеладона») и лингвист, в сочетании с его грозным галактическим опытом, что часто позволяет Третьему Доктору играть центральную роль в событиях.

### Внешний вид
Всегда харизматичный, этот Доктор обладал особой манерой одеваться, которая является наиболее богатой среди его различных воплощений. Обычно он носил гофрированную рубашку, бархатный смокинг синего, зелёного, бордового, красного или чёрного цвета, брюки, формальные ботинки, сапоги и плащи. За это Третий Доктор получил прозвище «Денди-Доктор». В серии Три Доктора его и Второго Доктора называли, соответственно, «Денди» и «Клоуном».
Третий Доктор носил знак на руке, который не носило никакое другое из его воплощений. В рамках сериала этот знак означал «изгнанник». Но на самом деле это была татуировка, которую Джон Пертви получил во время службы в ВМС.

## История стиля
Третий Доктор впервые в истории сериала транслировался в цвете.
На Земле он работал с бригадиром Летбридж-Стюартом и остальными сотрудниками ЮНИТ.
Эпоха Третьего доктора ввела многих из наиболее запоминающихся противников Доктора: автонов, Мастера, Омегу, сонтаранцев, силурианцев и морских дьяволов; все дебютировали в течение этого периода, далеки вернулись после пятилетнего отсутствия. Третий Доктор был единственным из классических серий, который не сталкивался с киберлюдьми.

## Логотип
Этот логотип введен в 1970 году и использовался в течение первых четырёх сезонов эпохи Пертви, позже будет вновь использован в качестве логотипа для телевизионного фильма 1996 года «Доктор Кто», а затем вновь стал официальным логотипом, в первую очередь в отношении серий, относящихся к Восьмому Доктору. Логотип Пертви продолжал использоваться Big Finish Productions в качестве логотипа для всех предварительных-2005 серий материалов, включая книги и аудио-драмы, и BBC на DVD Релизы эпизодов из серий 1963-89.

## Другие появления
- Пять Докторов (1983)
- Измерения во времени (1993)
- Третий Доктор участвовал в спасении Галлифрея в серии «День Доктора».